# Elevator (Park Jin-young)
Elevator è un singolo del cantautore sudcoreano J.Y. Park, pubblicato nel 1995 come primo estratto dall'album Tantara. La canzone è nota per il suo stile sensuale e provocatorio, che all'epoca suscitò un dibattito significativo nella scena musicale sudcoreana.

## Contesto e pubblicazione
Elevator segna uno dei primi successi di Park Jin-young, noto anche come J.Y. Park, che successivamente sarebbe diventato il fondatore della JYP Entertainment, una delle principali case discografiche sudcoreane. Pubblicata nel 1995, la traccia è considerata un classico del k-pop per il suo mix di R&B e pop, accompagnato da testi audaci per l'epoca.

## Testo e tematiche
Il testo di Elevator è caratterizzato da metafore sensuali e si concentra su un incontro romantico e passionale all'interno di un ascensore. Questo approccio diretto e provocatorio rappresentò un elemento innovativo per la musica sudcoreana degli anni '90, attirando sia elogi che critiche. La canzone si distingue anche per l'uso di arrangiamenti minimali, che mettono in evidenza la voce di J.Y. Park.

## Ricezione e impatto
Al momento della sua uscita, Elevator ricevette una reazione mista dal pubblico e dalla critica. Sebbene alcuni apprezzassero l'innovazione musicale e la qualità della produzione, altri criticarono i testi considerati eccessivamente espliciti. Tuttavia, la canzone contribuì a consolidare l'immagine di J.Y. Park come artista all'avanguardia e aprì la strada al suo successo come produttore musicale.

## Cover e reinterpretazioni
Nel 2023, l'artista Baekho (ex membro del gruppo NU'EST) pubblicò una cover di Elevator, reinterpretandola con uno stile moderno che ha rinnovato l'interesse per il brano. Questa nuova versione è stata accolta positivamente, dimostrando l'influenza duratura del brano nel panorama musicale sudcoreano.